# Belgrave Edward Sutton Ninnis
Belgrave Edward Sutton Ninnis (* 22. Januar 1887; † 14. Dezember 1912 auf Adélieland) war ein britischer Polarforscher, der Douglas Mawson bei dessen Polarexpedition (1911–1914) begleitete.

## Familiärer Hintergrund
Bereits Ninnis’ Vater Belgrave Ninnis (1837–1922) nahm an einer Polarexpedition teil. Dieser war Arzt bei der britischen Arktisexpedition (1875–1876) unter George Nares. Sein Cousin Aubrey Howard Ninnis (1883–1956) wiederum war der Ingenieur an Bord der Aurora, dem Expeditionsschiff der Ross Sea Party unter Aeneas Mackintosh während der von Ernest Shackleton geleiteten Endurance-Expedition (1914–1917).
Ninnis selbst hatte ursprünglich eine Militärlaufbahn eingeschlagen und wurde nach Absolvierung des Royal Military Academy Sandhurst 1908 Second Lieutenant der Royal Fusiliers.

## Die australische Antarktisexpedition

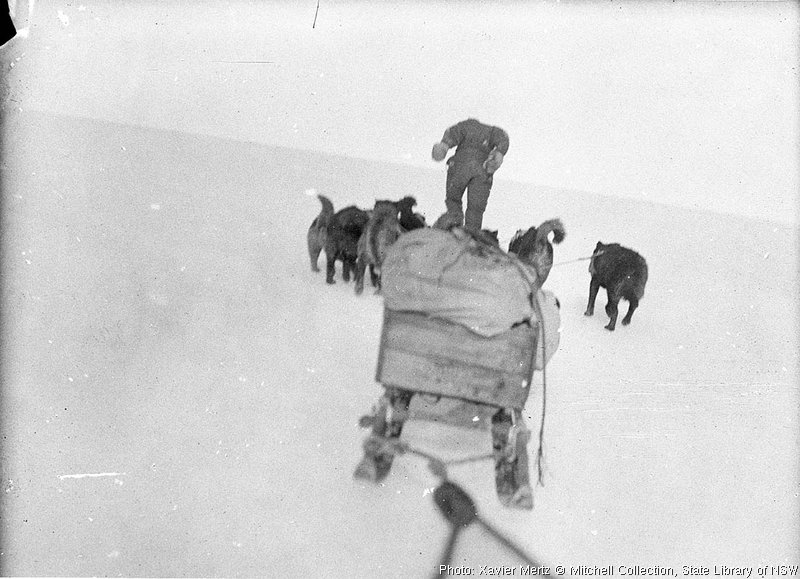
Ninnis zieht im Dezember 1912, kurz vor seinem Unfalltod, den Schlitten

1911 schloss er sich Douglas Mawson bei dessen Expedition in die Antarktis an und wurde hierfür von regulären Armeedienst freigestellt. Ninnis war für die grönländischen Schlittenhunde verantwortlich. Gemeinsam mit dem Schweizer Xavier Mertz und dem Expeditionsführer Mawson gehörte Ninnis einem dreiköpfigen Expeditionsteam an, das im Sommer die antarktischen Gebiete auf Hundeschlitten erkundete. Im Dezember 1912 kam es dabei zu einem fatalen Unfall. Ninnis stürzte mit einem Großteil der Vorräte und einigen Schlittenhunden in eine Gletscherspalte und fand dabei den Tod. Mawson schrieb später in seinem Expeditionsbericht über diesen Moment:
„Halb von Sinnen winkte ich Mertz zu, meinen Schlitten zu bringen...ich beugte mich vor und rief in die dunkle Tiefe hinab. Kein Laut drang zurück, nur das Winseln eines Hundes, der auf einem zufällig sichtbaren Vorsprung 45 Meter tief unten hängen geblieben war...Dicht daneben waren, wie es in der Dunkelheit schien, die Überreste eines Zeltes und eines Leinensacks mit Nahrungsmitteln für 14 Tage für drei Mann. Wir brachen die Firnbrücke ganz auf, beugten uns durch ein Seil gesichert vor und riefen in die Dunkelheit hinunter, in der Hoffnung, daß unser Kamerad noch am Leben sein möchte. Drei Stunden lang riefen wir unaufhörlich, aber keine Antwort kam zurück.“
Beim Rückmarsch kam schließlich auch Mertz ums Leben, wohl weil er die Ernährung nicht vertrug (wobei die genauen Hintergründe umstritten sind).

## Namensgebung
An Ninnis erinnern zahlreiche geographische Objekte in der Antarktis wie beispielsweise der Ninnis-Gletscher und das Mertz-Ninnis Valley.